# Sisimiut Lufthavn
Sisimiut Lufthavn (IATA: JHS, ICAO: BGSS) er en grønlandsk flyveplads beliggende i Sisimiut (Holsteinsborg) med en asfaltlandingsbane på 799 m x 30 m. I 2008 var der 29.071 afrejsende passagerer fra flyvepladsen fordelt på 1.408 starter (gennemsnitligt 20,65 passagerer pr. start).
Sisimiut Lufthavn drives af Mittarfeqarfiit, Grønlands Lufthavne. Trafikstyrelsen fører tilsyn med flyvepladsen.

## Eksterne links
- AIP for Grønland Arkiveret 10. juni 2021 hos  Wayback Machine